# Északi tejelőgomba
Az északi tejelőgomba (Lactarius trivialis) a galambgombafélék családjába tartozó, Európában és Észak-Amerikában honos, hideg lomb- vagy fenyőerdőkben élő, ehető gombafaj. Fogyasztás előtt sós, citromsavas vízben öt percig kell forralni, a főzővizét leönteni róla, hideg vízzel alaposan leöblíteni. Így kiázik belőle a nyálka. Felfőzéskor zöldesre színeződik. Salátának, levesnek, savanyítva tartósításra kiválóan alkalmas. Nem szárítható gomba. 

## Megjelenése
Az északi tejelőgomba kalapja  5-15 (20) cm széles, kezdetben domború, majd laposan kiterül és közepe benyomottá válik, idősen esetleg tölcséresedik. Színe fiatalon ibolyásszürke, kékesszürke, kissé ezüstösen deres; idővel sötét húsbarna lesz, öregen pedig okkeres húsrózsaszínűre fakul. Ritkán egységes színezetű, gyakran szabálytalanul foltos. Felülete nedvesen nyálkás, fényes. Húsa merev, fehéresszürke színű. Íze csípős, szaga kellemesen fűszeres, gyümölcsös. Sérülésre fehéres tejnedvet ereszt, amely fokozatosan nagyon csípőssé válik, színe pedig sárgászöldre vált.
Sűrű, tönkhöz nőtt lemezei halvány krémszínűek, később halvány krémokkeresek.
Spórapora sárgás krémszínű. Spórája szélesen elliptikus, felülete tüskés-tarajos, amiket részleges hálózat köt össze; mérete 7,5-9 (10,5) x 6-7,5 (8,5) μm.
Tönkje 4-10 cm magas és 2-2,5 cm vastag. Lefelé vastagodik vagy középen kihasasodik, felülete gyakran ráncos, nedvesen ragadós-nyálkás. Színe többnyire világosabb a kalapnál.

### Hasonló fajok
Nagy termete és élőhelye eléggé jellegzetes, esetleg a szintén ehetetlen ibolyásodó tejelőgombával lehet összetéveszteni. 

## Elterjedése és termőhelye
Európában és Észak-Amerikában honos, inkább északon. Skandináviában gyakori, délebbre inkább hegyi faj. Magyarországon nagyon ritka. 
Nedves, savanyú talajú lomb- és fenyőerdőkben él, elsősorban luc és nyír alatt. Augusztustól októberig terem. 

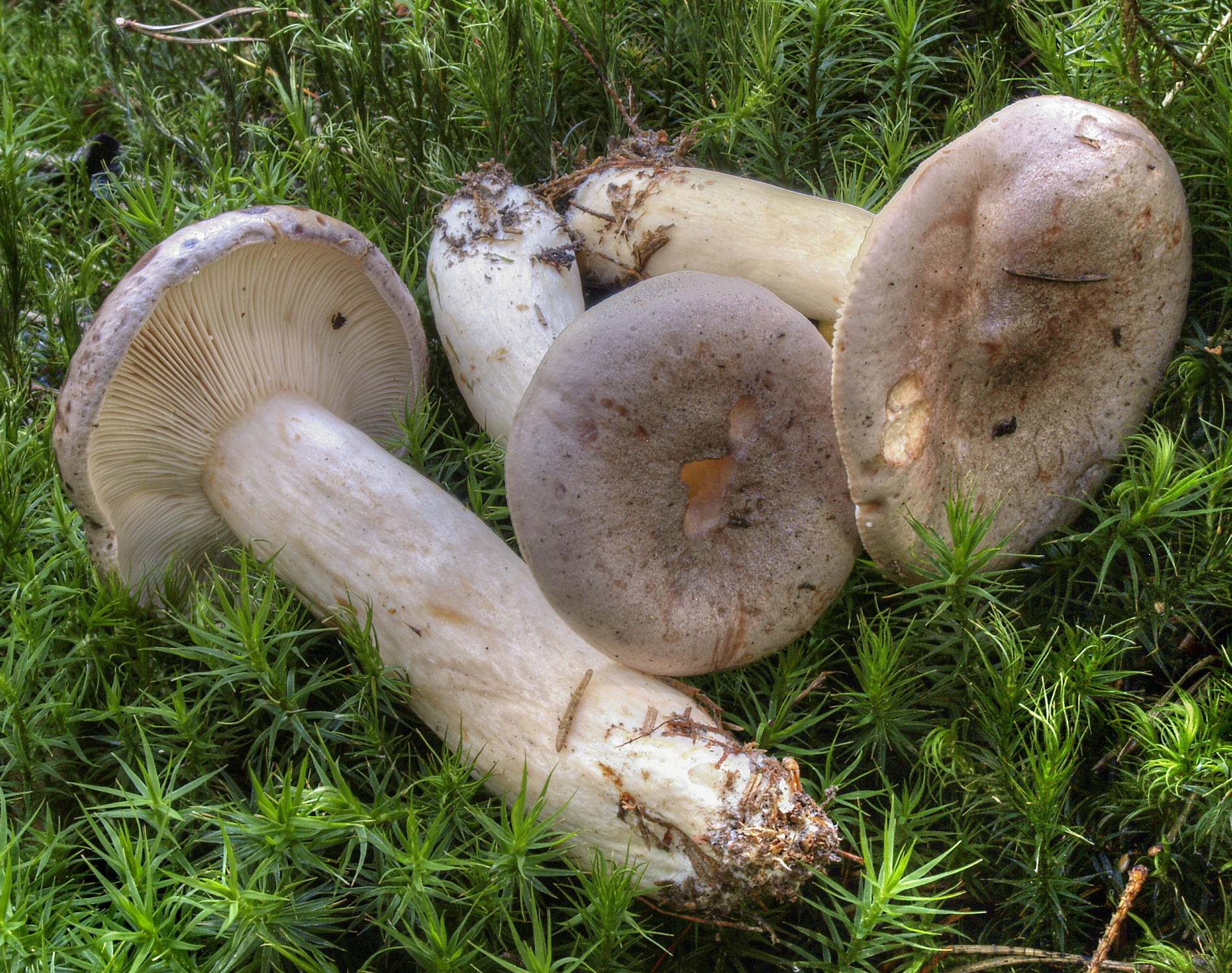
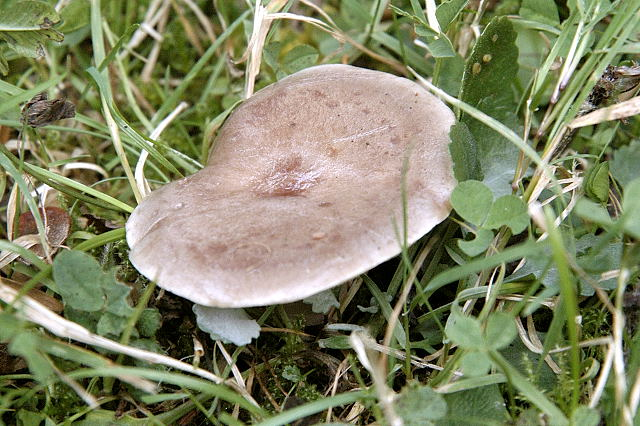
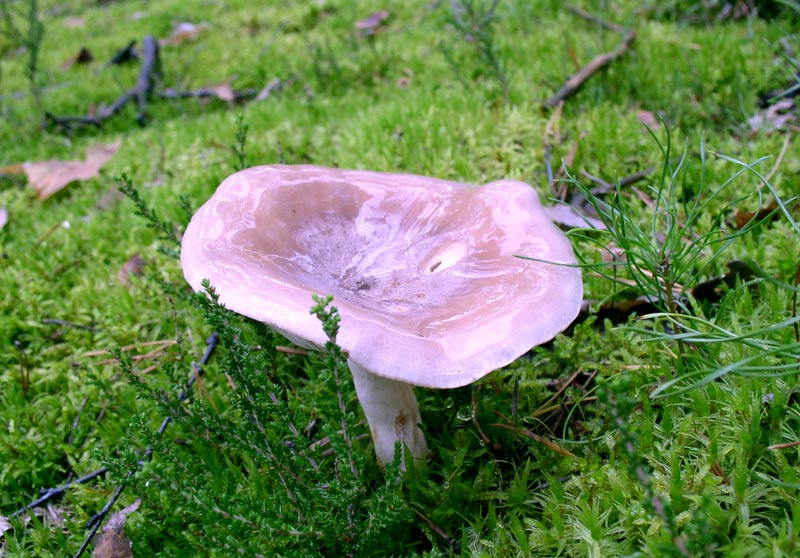
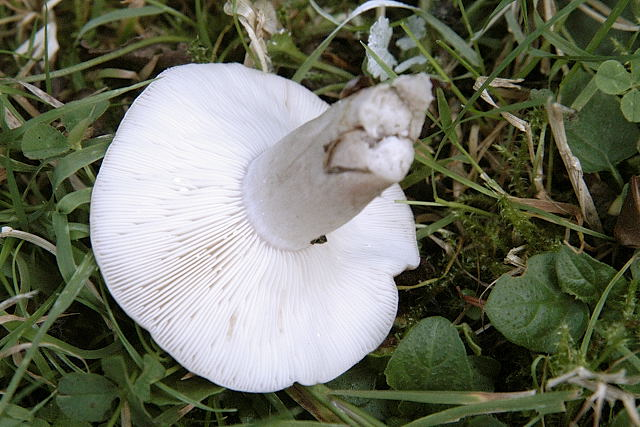
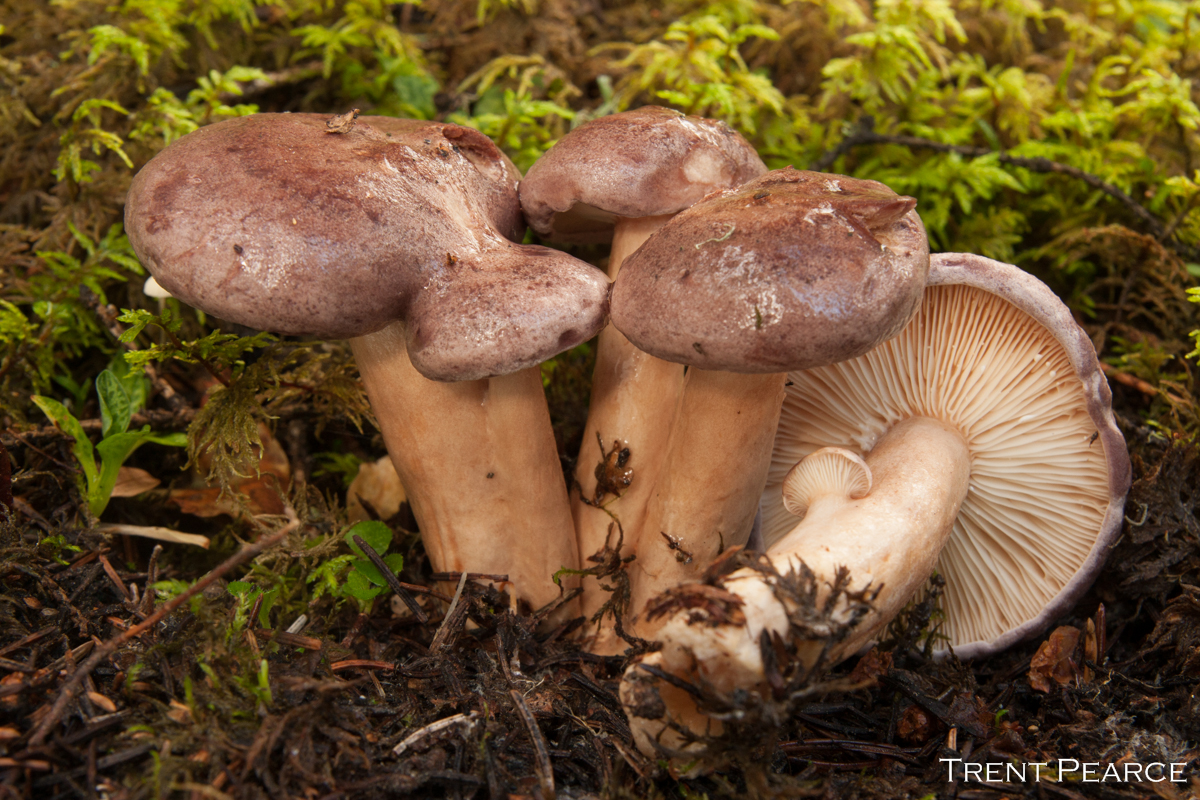

Nem ehető.   